# Campionati europei di atletica leggera 1946 - Salto in lungo femminile

## Risultati

### Qualificazioni
| Pos | Nome                   | Nazione | Misura | Note |
| --- | ---------------------- | --- | ------ | ---- |
| 1   | Gerda Koudijs          | Paesi Bassi | 5.42   | Q    |
| 2   | Valentina Vasilyeva    | [[File: Flag of the Soviet Union (1936 – 1955).svg\|class=noviewer\| Unione Sovietica (bandiera)\|border\|20x16px]] Unione Sovietica | 5.40   | Q    |
| 3   | Greta Magnusson        | Svezia | 5.38   | Q    |
| 4   | Aslaug Solheim         | Norvegia | 5.24   | Q    |
| 5   | Amelia Piccinini       | Italia | 5.21   | Q    |
| 6   | Anne Iversen           | Danimarca | 5.20   | Q    |
| 7   | Edith Øieren           | Norvegia | 5.14   | Q    |
| 8   | Ulla-Britt Althin      | Svezia | 5.13   | Q    |
| 9   | Ilona Fekete           | Ungheria | 5.10   | Q    |
| 10  | Stanisława Walasiewicz | Polonia | 5.00   |      |
| 11  | Dora Gardner           | Regno Unito | 5.00   |      |
| 12  | Joyce Judd             | Regno Unito | 4.77   |      |
| 13  | Kathleen Dyer-Tilley   | Regno Unito | 4.50   |      |
| 14  | Aasnild Brandvold      | Norvegia | 4.26   |      |

### Finale
| Pos | Nome                | Nazione | Misura | Note |
| --- | ------------------- | --- | ------ | ---- |
| 1   | Gerda Koudijs       | Paesi Bassi | 5.67   |      |
| 2   | Lidija Gaile        | [[File: Flag of the Soviet Union (1936 – 1955).svg\|class=noviewer\| Unione Sovietica (bandiera)\|border\|20x16px]] Unione Sovietica | 5.66   |      |
| 3   | Valentina Vasilyeva | [[File: Flag of the Soviet Union (1936 – 1955).svg\|class=noviewer\| Unione Sovietica (bandiera)\|border\|20x16px]] Unione Sovietica | 5.63   |      |
| 4   | Amelia Piccinini    | Italia | 5.28   |      |
| 5   | Anne Iversen        | Danimarca | 5.25   |      |
| 6   | Ulla-Britt Althin   | Svezia | 5.24   |      |
| 7   | Greta Magnusson     | Svezia | 5.21   |      |
| 8   | Ilona Fekete        | Ungheria | 5.16   |      |
| 9   | Aslaug Solheim      | Norvegia | 5.06   |      |
| 10  | Edith Øieren        | Norvegia | 4.92   |      |
| 11  | Milly Ludwig        | Lussemburgo | 4.91   |      |